# بيلي مور (موسيقي)
بيلي مور (بالإنجليزية: Billy Moore)‏ هو موسيقي وعازف بيانو أمريكي، ولد في 17 ديسمبر 1917 في باركرسبورغ في الولايات المتحدة، وتوفي في 28 فبراير 1989.

## روابط خارجية
- بيلي مور على موقع أول ميوزيك (الإنجليزية)